# Stifftia
Stifftia J.C.Mikan, 1820 è un genere di piante angiosperme eudicotiledoni della famiglia delle Asteraceae.

## Descrizione
Le specie di questa voce sono piante perenni con portamenti arbustivo (piante rampicanti) o arborei.
Le foglie, persistenti, lungo il caule sono a disposizione alternata e in genere sono coriacee o erbacee. La forma delle lamine è semplice e intera con contorno più o meno lanceolato. Le stipole sono assenti.
Le infiorescenze sono composte da capolini omogami, discoidi, posizionati in dense cime ascellari, o pochi capolini raccolti in formazioni apicali o anche solitari. I capolini sono formati da un involucro a forma da strettamente cilindrica a spiraleggiata, composto da brattee (o squame) all'interno delle quali un ricettacolo fa da base ai fiori (da uno a molti) di due tipi: tubulosi e ligulati. Le brattee disposte in più serie in modo embricato sono di vario tipo con forme da ovate a lanceolate. Il ricettacolo, a forma piatta o lievemente convessa, è nudo.
I fiori sono tetra-ciclici (ossia sono presenti 4 verticilli: calice – corolla – androceo – gineceo) e pentameri (ogni verticillo ha 5 elementi). I fiori sono ermafroditi, actinomorfi (raramente possono essere zigomorfi) e fertili. In genere i fiori centrali sono bisessuali e tubulosi; quelli periferici sono ligulati e sterili.
- Formula fiorale:

*/x K {\displaystyle \infty }, [C (5), A (5)], G 2 (infero), achenio
- Calice: i sepali del calice sono ridotti ad una coroncina di squame.
- Corolla: la corolla è profondamente penta-labiata; i lobi sono lineari e strettamente avvolti; il colore è bianco, giallo o arancio.
- Androceo: gli stami sono 5 con filamenti liberi, glabri o papillosi e distinti, mentre le antere sono saldate in un manicotto (o tubo) circondante lo stilo. Le antere in genere hanno una forma sagittata con base lungamente caudata e appendici papillate o laciniate. Il polline normalmente è tricolporato a forma sferica, più o meno echinato.
- Gineceo: lo stilo, abassialmente glabro (raramente rugoso), è filiforme; gli stigmi dello stilo sono due, corti e divergenti con apice da arrotondato a acuto e glabro. L'ovario è infero uniloculare formato da 2 carpelli. L'ovulo è unico e anatropo.

I frutti sono degli acheni con pappo. La forma dell'achenio è cilindrica con superficie glabra o sparsamente setosa. Il pericarpo può essere di tipo parenchimatico, altrimenti è indurito (lignificato) radialmente. Il capopodium (il ricettacolo alla base del gineceo) ha delle forme anulari o brevemente cilindriche. I pappi, formati da 4 - 5 serie di setole capillari o barbate o densamente piumose, persistenti, a volte brillantemente colorate, sono direttamente inseriti nel pericarpo o connati in un anello parenchimatico posto sulla parte apicale dell'achenio. L'endosperma è del tipo cellulare.

## Biologia
- Impollinazione: l'impollinazione avviene tramite insetti (impollinazione entomogama tramite farfalle diurne e notturne).
- Riproduzione: la fecondazione avviene fondamentalmente tramite l'impollinazione dei fiori (vedi sopra).
- Dispersione: i semi (gli acheni) cadendo a terra sono successivamente dispersi soprattutto da insetti tipo formiche (disseminazione mirmecoria). In questo tipo di piante avviene anche un altro tipo di dispersione: zoocoria. Infatti gli uncini delle brattee dell'involucro si agganciano ai peli degli animali di passaggio disperdendo così anche su lunghe distanze i semi della pianta.

## Distribuzione
Le specie di questo genere si trovano in Brasile e nella Guiana Francese.

## Tassonomia
La famiglia di appartenenza di questa voce (Asteraceae o Compositae, nomen conservandum) probabilmente originaria del Sud America, è la più numerosa del mondo vegetale, comprende oltre 23.000 specie distribuite su 1.535 generi, oppure 22.750 specie e 1.530 generi secondo altre fonti (una delle checklist più aggiornata elenca fino a 1.679 generi). La famiglia attualmente (2021) è divisa in 16 sottofamiglie.

### Filogenesi
Il genere Stifftia appartiene alla tribù Stifftieae della sottofamiglia Stifftioideae. Nell'ambito della tribù occupa una posizione "basale" ed è il "gruppo fratello" del resto della tribù formata da altri due cladi.

### Elenco delle specie
Questo genere comprende 6 specie:
- Stifftia cayennensis H.Rob. & B.Kahn, 1985 - Distribuzione: Guiana Francese
- Stifftia chrysantha  J.C.Mikan, 1820 - Distribuzione: Brasile
- Stifftia fruticosa  (Vell.) D.J.N.Hind & Semir, 1998 - Distribuzione: Brasile
- Stifftia hatschbachii  H.Rob., 1991 - Distribuzione: Brasile
- Stifftia parviflora  D.Don, 1830 - Distribuzione: Brasile
- Stifftia uniflora  Ducke, 1935 - Distribuzione: Brasile